# Stanisław Szpikowski
Stanisław Szpikowski (ur. 4 listopada 1926 w Lublinie, zm. 5 sierpnia 2014) – fizyk teoretyczny, organizator i pierwszy dyrektor Instytutu Fizyki UMCS, długoletni kierownik Katedry Fizyki Teoretycznej. 

## Życiorys
Żołnierz Armii Krajowej, po wojnie aresztowany przez Urząd Bezpieczeństwa Publicznego za posiadanie radioodbiornika, a następnie skazany na 3 lata więzienia. Wyrok odbywał w Zamku Lubelskim przez 3 miesiące, po czym uzyskał ułaskawienie.
Podjął studia w 1945 roku z zakresu matematyki na Wydziale Przyrodniczym Uniwersytetu Marii Curie Skłodowskiej w Lublinie. Równolegle do studiów matematyki uczęszczał na zajęcia z fizyki.
W 1948 roku rozpoczął pracę jako asystent w Katedrze Fizyki Ogólnej, gdzie uzyskał w 1951 roku dyplom magistra, a w 1960 doktora fizyki. Po obronie doktoratu pracował w grupie Briana Flowersa na University of Manchester. Po habilitacji, w roku 1965 objął kierownictwo Katedry Fizyki Teoretycznej, którą kierował do 1997 roku, rozbudowując ją oraz poszerzając znacznie jej kadrę naukową. W roku akademickim 1969/70 przebywał na stażu naukowym u prof. Karla T. Hechta na Uniwersytecie Ann Arbor w USA. W tym samym roku zorganizował Instytut Fizyki i został jego pierwszym dyrektorem. Funkcję tę pełnił do 1978 r. W latach 1980–1981 był dziekanem Wydziału Matematyki, Fizyki i Chemii. Tytuł profesora uzyskał w 1972 roku.
W latach 70. i 80. wielokrotnie przebywał na stażach naukowych na uniwersytetach w USA i Niemczech Zachodnich. Po przejściu na emeryturę był nadal aktywny naukowo.
W pracy naukowej zajmował się głównie teorią jądra atomowego i metodami teoriogrupowymi w fizyce teoretycznej.

## Odznaczenia
Krzyż Kawalerski, Oficerski i Komandorski Orderu Odrodzenia Polski, nagroda Ministra Nauki Szkolnictwa Wyższego i Techniki, liczne nagrody Rektora UMCS. 

## Publikacje książkowe
- Mechanika kwantowa. Cz. 2. Lublin: Uniwersytet Marii Curie-Skłodowskiej, 1994. ISBN 83-227-0599-9.
- Mechanika kwantowa. Cz. 1. Lublin: UMCS, 1978.
- Elementy mechaniki kwantowej. Lublin: Wydawnictwo Uniwersytetu Marii Curie-Skłodowskiej, 1999. ISBN 83-227-1345-2
- Podstawy mechaniki kwantowej. Lublin: Wydawnictwo Uniwersytetu Marii Curie-Skłodowskiej, 2006.